# Serie A 1967-1968 (pallacanestro maschile)
Il campionato di Serie A pallacanestro maschile 1967-1968 è stato il quarantaseiesimo organizzato in Italia.
La formula rimane invariata: le 12 squadre si affrontano in partite di andata e ritorno, lo scudetto viene assegnato alla prima in classifica e le ultime due retrocedono in Serie B. L'Oransoda Cantù vince il suo primo scudetto precedendo la neopromossa Ignis Sud Napoli e la Candy Bologna. Solo quarti i campioni uscenti della Simmenthal Milano.

## Classifica
|  |     | Classifica finale 1967-1968 | Pt | G  | V  | P  | PtF  | PtS  |
|  | --- | --------------------------- | -- | -- | -- | -- | ---- | ---- |
|  | 1.  | Oransoda Cantù              | 36 | 22 | 18 | 4  | 1617 | 1451 |
|  | 2.  | Ignis Sud Napoli            | 32 | 22 | 16 | 6  | 1635 | 1448 |
|  | 3.  | Candy Bologna               | 32 | 22 | 16 | 6  | 1588 | 1500 |
|  | 4.  | Simmenthal Milano           | 30 | 22 | 15 | 7  | 1731 | 1550 |
|  | 5.  | Ignis Varese                | 26 | 22 | 13 | 9  | 1544 | 1532 |
|  | 6.  | Noalex Venezia              | 24 | 22 | 12 | 10 | 1580 | 1527 |
|  | 7.  | Butangas Pesaro             | 18 | 22 | 9  | 13 | 1564 | 1615 |
|  | 8.  | All'Onestà Milano           | 18 | 22 | 9  | 13 | 1641 | 1724 |
|  | 9.  | Eldorado Bologna            | 14 | 22 | 7  | 15 | 1516 | 1583 |
|  | 10. | Boario Padova               | 14 | 22 | 7  | 15 | 1455 | 1579 |
|  | 11. | Becchi Forlì                | 12 | 22 | 6  | 16 | 1458 | 1634 |
|  | 12. | Fargas Livorno              | 8  | 22 | 4  | 18 | 1322 | 1508 |

## Verdetti
- Campione d'Italia:  Oransoda Cantù

Formazione: Bob Burgess, Cossettini, Carlos D'Aquila, Alberto De Simone, Antonio Frigerio, Marino, Alberto Merlati, Munafò, Carlo Recalcati, Rossi, Tirabosco. Allenatore: Borislav Stanković.
- Retrocessioni in Serie B: Becchi Forlì e Fargas Livorno.